# Scottish Inter-District Championship 1999-00
El Scottish Inter-District Championship (en español Campeonato Interdistrital de Escocia) de 1999-2000 fue la cuarta edición del torneo profesional de rugby de Escocia.
El torneo definió los representantes de Escocia para la Copa Heineken 2000–01 y la European Challenge Cup 2000-01.

## Sistema de disputa
El torneo se disputó en formato de todos contra todos en la que cada equipo enfrentó a todos sus rivales a una sola ronda.
El equipo que al finalizar el torneo obtuviera mayor cantidad de puntos, se coronó como campeón del torneo
Puntuación
Para ordenar a los equipos en la tabla de posiciones se los puntuará según los resultados obtenidos.
- 2 puntos por victoria.
- 1 puntos por empate.
- 0 puntos por derrota.

## Clasificación
| Pos. | Equipo              | Encuentros | Encuentros | Encuentros | Encuentros | Tantos | Tantos | Tantos | Puntos |
| Pos. | Equipo              | PJ         | PG         | PE         | PP         | F      | C      | Dif    | Puntos |
| ---- | ------------------- | ---------- | ---------- | ---------- | ---------- | ------ | ------ | ------ | ------ |
| 1.º  | Glasgow Caledonians | 3          | 2          | 0          | 1          | 104    | 56     | +48    | 4      |
| 2.º  | Edinburgh Reivers   | 3          | 1          | 0          | 2          | 56     | 104    | -48    | 2      |

|  | Campeón y clasificado a la Copa Heineken 2000–01. |
|  | Clasificado a la Copa Heineken 2000–01.           |

| Bandera de Escocia          |
| Campeón Glasgow Caledonians |
| Primer título               |